# Ходиша (Сату Маре)
Ходиша (рум. Hodișa) насеље је у Румунији у округу Сату Маре у општини Соконд. Oпштина се налази на надморској висини од 179 m.

## Становништво
Према подацима из 2002. године у насељу је живело 283 становника, од којих су сви румунске националности.